# Amt Rhinow
Amt Rhinow – urząd w Niemczech, leżący w kraju związkowym Brandenburgia, w powiecie Havelland. Siedziba urzędu znajduje się w mieście Rhinow.
W skład urzędu wchodzi sześć gmin:
1. Gollenberg
2. Großderschau
3. Havelaue
4. Kleßen-Görne
5. Rhinow
6. Seeblick